# 波兰独立喀尔巴阡步枪旅

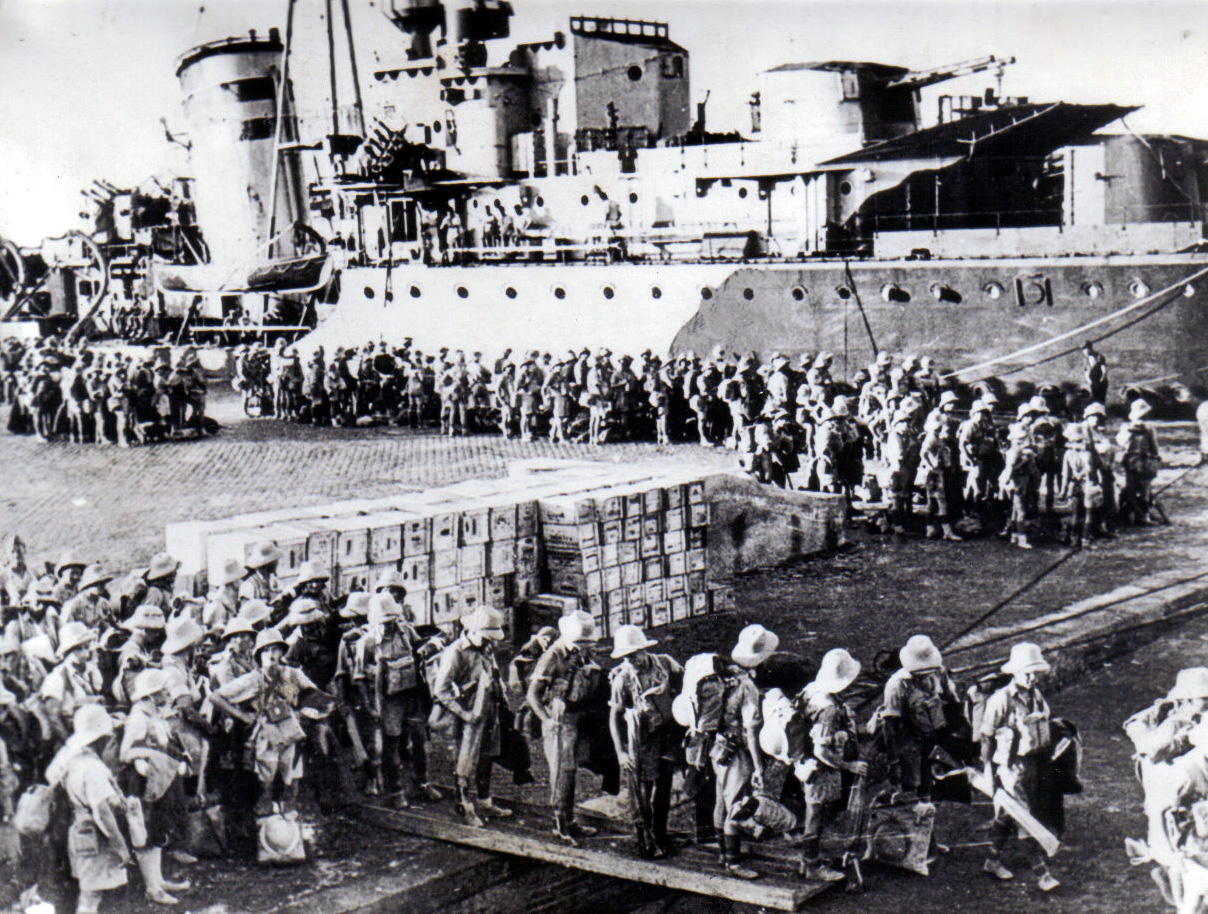
波蘭獨立喀爾巴阡步槍旅士兵從亞歷山卓搭船前往图卜鲁格

波兰独立喀尔巴阡步枪旅是一支于1940年成立于法属叙利亚的波兰陆军部队。1939年，波兰遭入侵后，部分波军官兵进入法国，这就是在法波军，而波兰独立喀尔巴阡步枪旅就隸屬於在法波军。步枪旅旅长是斯坦尼斯瓦夫·科潘斯基。该部队參與了二战北非战场的托布魯克圍城戰。1942年，波蘭人在波兰独立喀尔巴阡步枪旅的基础上组建了第3喀尔巴阡步枪师。